# STS-60
A STS-60 foi uma missão do programa de ônibus espaciais. Durante esta missão, Sergei Krikalev se tornou o primeiro cosmonauta a voar em um ônibus espacial.

## Tripulação
| Posição                  | Cosmo/Astronauta      |
| ------------------------ | --------------------- |
| Comandante               | Charles Bolden Jr.    |
| Piloto                   | Kenneth Reightler Jr. |
| Especialista de missão 1 | Jan Davis             |
| Especialista de missão 2 | Ronald Sega           |
| Especialista de missão 3 | Franklin Chang-Diaz   |
| Especialista de missão 4 | Sergei Krikalev       |

## Principais fatos

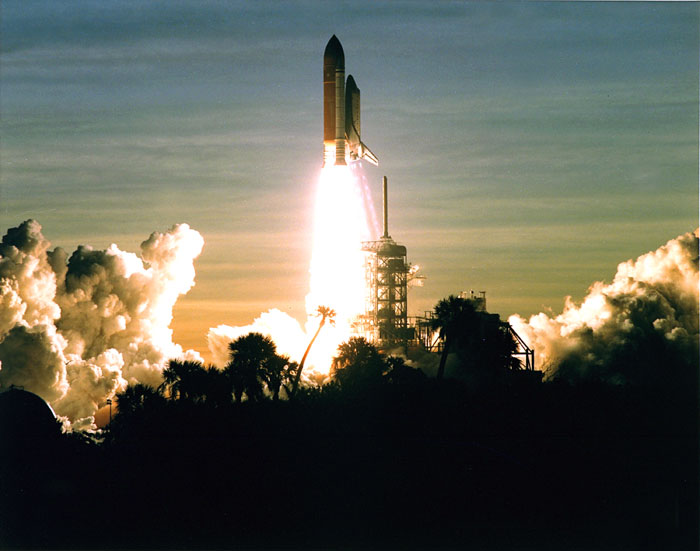
Lançamento do ônibus espacial STS-60 ,em 3 de fevereiro de 1994

Após a separação do tanque externo posterior e o corte do motor principal, uma queima OMS de 2.5 min foi iniciada às 7:52 a.m. EST, a qual circularizou a órbita do Discovery de uma órbita de 40 por 190 milhas náuticas (74 por 352 km) para uma órbita de 190 por 190 milhas náuticas (353 por 352 km). Logo após a decolagem, o piloto Kenneth Reightler encontrou problemas com seu fone de ouvido portátil. O problema foi ligado ao Headset Interface Unit (HIU) e esta unidade foi substituída por uma unidade reserva. As portas do compartimento de carga foram abertas e por volta das 8:45 a.m. EST o grupo recebeu uma autorização para iniciar as operações em órbita.
Logo após atingir a órbita, o grupo da STS-60 iniciou uma checagem dos sistemas do Discovery e ativou o Módulo Spacehab desenvolvido comercialmente, bem como alguns de seus experimentos. O grupo também ativou um grupo dos experimentos Getaway Special no compartimento de carga.
Os experimentos do Módulo Spacehab que foram ativados incluiam a carga Separações Orgânicas, a qual foi projetada para investigar as técnicas de separação de células para um possível processamento farmacêutico e biotecnológico, e o pacote Equipment for Controlled Liquid Phase Sintering Experiment, um forno projetado para explorar as possibilidades da criação de metais mais fortes, mais leves e mais duráveis para uso em rolamentos, ferramentas de corte e eletrônicas. 
Os experimentos do compartimento mediano do Módulo Spacehab que foram ativados incluíam o Immune-1, o qual analisou o sistema imunológico de ratos em órbita, e o pacote Crescimento de Cristais de Proteína Comercial, o qual tentou crescer cristais de proteína maiores e mais bem ordenados, de modo que suas estruturas possam ser estudadas mais facilmente. O período de sono do grupo começou às 6:10 p.m. EST.
Às 6:30 a.m. EST do dia 5 de Fevereiro de 1994 o Discovery inadvertidamente voou sobre uma nuvem de cristais de gelo. Os controladores de voo determinaram que aproximadamente 15 ml de água racharam o compartimento de dispensa de lixo.
A operação de lançamento do Wake Shield Facility foi cancelada no sábado. Este atraso foi um resultados de muitos fatores, incluindo a interferência de rádio e uma incapacidade de ler as luzes de estado do Wake Shield quando o compartimento de carga do orbitado está sob a máxima luz do Sol. O lançamento havia sido originalmente agendado para as 10 a.m. CST, porém após prender o free-flyer e levantá-lo para a posição de pré-lançamento, os membros do grupo e os investigadores em terra não puderam determinar de as luzes de estado da alimentação e transmissão forneciam as indicações corretas. Após determinar que o problema não era uma falha do sistema, mas a dificuldade de leitura das luzes de estado, o grupo e os controladores de voo se prepararam para outra tentativa de lançamento. A interferência entre o transmissor de rádio no Wake Shield Facility e o receptor no compartimento de carga resultou no atraso de um dia do lançamento.
O lançamento do Wake Shield também foi cancelado no domingo, no dia 6 de Fevereiro de 1994 durante sua oportunidade da órbita 53 às 12:25 p.m.. WSF e os controladores de voo trabalhavam buscando solucionar os problemas nos sensores de Pitch and Roll no sistema de Controle, Direção e Altitude do WSF. O astronauta Jan Davis moveu a junta do pulso do braço do Sistema de Manipulação Remota (RMS) para tentar apontar o sensor de horizonte do WSF para o Sol em uma tentativa de aquecer o pacote eletrônico do sensor. A última tentativa de lançamento para o domingo foi uma janela de 50 minutos começando às 2:23 EST na órbita 54 e o WSF não estava pronto para o lançamento. Ele foi deixado montado no RMS durante o período de sono do grupo enquanto os controladores em terra consideravam suas opções. Em sua estada no final do RMS durante a noite, o WSF foi capaz de crescer 2 filmes finos de arsenieto de gálio (GaAs). A próxima oportunidade de lançamento no dia 7 de Fevereiro de 1994 seria durante a órbita 67 porém os controladores de carga e os controladores de voo determinaram que haveria tempo insuficiente para desenvolver os procedimentos de contingência com segurança nesta tentativa, de modo que o WSF seria incapaz de manter um controle de altitude estável sem o uso de seu sensor de horizonte. Foi decidido que para o resto da missão, todas as operações do WSF iriam ser realizadas no final do RMS e que não haveria operações de voo livre com o WSF nesta missão.
Em 7 de Fevereiro de 1994, o trabalho teve progressos em uma série de experimentos do módulo SPACEHAB. Estes incluíam o experimento Acelerômetro de Microgravidade Tridimensional (3-DMA), o Experimento da Astrocultura (ASC-3), Bioserve Pilot Lab (BPL), Experimento Comercial Aparelho de Bioprocessamento Genérico (CGBA), Experimento Crescimento de Cristais de Proteína Comercial (CPCG), Controlled Liquid Phase Sintering (ECLiPSE-Hab), Experimento Estudo da Resposta Imunológica (IMMUNE-01), Experimento de Separação Orgânica (ORSEP), Space Experiment Facility (SEF), Penn State Biomodule (PSB) e o experimento Sistema de Medição da Aceleração no Espaço (SAMS). Sergei Krikalev operou o experimento SAMS.
Às 7:38 a.m. EST do dia 8 de fevereiro de 1994, o programa Good Morning America realizou uma ligação bidirecional de áudio e vídeo entre os astronautas a bordo do Discovery e 3 cosmonautas a bordo da estação espacial soviética Mir. O Discovery estava sobre o Oceano Pacífico e a Mir estava sobre o sudeste dos Estados Unidos. Posteriormente, o trabalho progrediu com o módulo SPACEHAB e com os experimentos do compartimento mediano enquanto o Wake Shield continuava suas operações no final do Sistema de Manipulação Remota. Um pequeno problema foi desenvolvido com os indicadores de estado do experimento 3-DMA e o grupo recebeu vídeos para auxiliar na resolução deste problema. Os astronautas encerraram o sexto dia de voo às 7:10 p.m. EST.
O sétimo dia de voo começou às 3:20 a.m. EST. do dia 9 de Fevereiro de 1994. sendo as operações do ODERACS agendadas para as 9:55 a.m. EST durante a órbita 97 e o lançamento do BremSat agendado para as 2:50 p.m. EST, porém o lançamento pode ter sido adiantado na órbita para prover melhores condições de iluminação. O fechamento do WSF foi iniciado e um problema de telemetria com o dispositivo impediu o crescimento do sexto e último filme abordo do WSF. Cinco outros filmes foram crescidos durante a missão antes que o Wake Shield fosse fechado. O fechamento do WSF foi completado às 8:10 a.m. EST.
Às 7:58 a.m. EST, o comandante Charles Bolden reportou ao controle em terra que uma das telhas do Sistema de Proteção Térmica (TPS) ao redor dos propulsores RCS do Discovery abaixo da cabine do comandante Bolden estava levemente removida. N. Jan Davis foi incumbido do desligamento e armazenamento do braço do Sistema de Manipulação Remota (RMS) e utilizou o braço para realizar uma inspeção com câmera do lado esquerdo superior do orbitador. Às 2:20 p.m. EST, a roda de momento do BREMSAT foi girada e o BREMSAT foi ejetado ao espaço às 2:23 p.m. EST a uma taxa de 3.4 pés/s (1 m/s).
No oitavo dia de voo, que ocorreu no dia 10 de Fevereiro de 1994, os astronautas realizaram uma série de operações para preparar o Discovery para sua viagem de retorno. Estas incluíram testes de queima para todos os 44 jatos do Sistema de Controle de Reação, uma checagem do sistema de controle de voo, o armazenamento do SAREX, o armazenamento do CPCG, a desativação do ASC-3, a desativação do ORSEP, o armazenamento de todos os itens da cabine não essenciais e o armazenamento da antena de banda Ku.
A operações do nono dia de voo, que ocorreu no dia 11 de Fevereiro de 1994, incluíram a ligação de todos os sistema de entradas críticos do orbitadores (ligação do grupo B), a desativação do SAMS, a desativação do CAPL e preparações para a saída de órbita. Os controladores em terra deram ao Discovery uma autorização para começar a desativação do SPACEHAB às 8:00 a.m. EST e o fechamento foi completado às 8:20 a.m. EST. A aterrissagem na pista 15 do Centro Espacial John F. Kennedy ocorreu às 2:18:41 p.m. EST.